# Messale Romano per le diocesi dello Zaire
Il Messale Romano per le diocesi dello Zaire, spesso detto uso dello Zaire o rito dello Zaire, è un adattamento del Messale romano, che regola la forma più comune della messa della Chiesa cattolica prevalentemente nella Repubblica Democratica del Congo.

## Adattamento legittimo del Messale romano
Il Concilio Vaticano II decretò: "Salva la sostanziale unità del rito romano, anche nella revisione dei libri liturgici si lasci posto alle legittime diversità e ai legittimi adattamenti ai vari gruppi etnici, regioni, popoli, soprattutto nelle missioni"; e indicò che spetta alla conferenza episcopale determinare ciò che in questo ambito può essere opportunamente ammesso al culto divino e proporre alla Santa Sede gli adattamenti ritenuti utili o necessari, da introdurre con il suo consenso.
Tale consenso è stato dato dalla Congregazione per il Culto Divino il 30 aprile 1988 per il "Messale Romano per le Diocesi dello Zaire", e non come "Rito zairese della celebrazione eucaristica", come proposto prima.
L'adattamento incorpora anche elementi della cultura dell'Africa subsahariana, in particolare dell'area congolese. Sono infatti presenti una serie di modifiche liturgiche inculturate.

## Storia
Il Messale Romano per le diocesi dello Zaire è così in gran parte un prodotto della costituzione conciliare Sacrosanctum Concilium che ammette "variazioni e adattamenti legittimi a diversi gruppi, regioni e popoli, specialmente nelle terre di missione, a condizione che la sostanziale unità del rito romano sia conservata".
Non è da confondere con le musiche composte precedentemente per accompagnare i testi latini della messa tridentina come la  Messe des Savanes dell'Alto Volta francese (ora Burkina Faso) nel 1956 e la Missa Luba dell'allora Congo belga del 1958.
La commissione per l'evangelizzazione della Conferenza episcopale iniziò i relativi studi nel 1969 con il consenso della Congregazione per il culto divino e nel 1973 presentò il progetto alla Congregazione, che concesse la conferma ad experimentum, così che venne messo provvisoriamente in uso nel 1977. Il 30 aprile 1988, con il decreto Zairensium Dioecesium, la Congregazione per il culto divino e la disciplina dei sacramenti approvò definitivamente il testo ritoccato del Missel romain pour les diocèses du Zaïre (Messale Romano per le diocesi dello Zaire).
Si tiene conto dell'aspetto che nessuna cultura si ferma, ma cambia, compresa la cultura di come si vive la fede. Ciò che si espande e cambia diventa un principio di apprendimento. Questo è dimostrato dalla dichiarazione di un vescovo congolese, che nel 2005 chiedeva di migliorare il rito della messa zairese: "Oggi, a quasi vent'anni di distanza, si sente ovunque in Africa, a cominciare dalla Chiesa della Repubblica Democratica del Congo, la necessità di valutare la pratica e il modo con il quale il rito viene eseguito per essere migliorato, come realmente dovrebbe essere, e per evitare deviazioni più leggere o più o meno preoccupanti che sono già state notate qua e là. Questo sarà l'argomento del prossimo Sinodo africano. Secondo lui si sarebbero dovuto parlare anche di altre importanti questioni come l'inculturazione del culto e della liturgia in Africa nell'attuale contesto generale della "globalizzazione" e della missione della Chiesa.
Secondo il padre spiritano James C. Okoye, il messale per lo Zaire è da considerare uno dei migliori esempi di liturgia nel contesto africano. Illustra chiaramente un importante handicap all'interno della tradizione cattolica: il controllo a volte sgradito dall'alto. Ciò che venne presentato dalle idee e dagli sforzi originali nel dicembre del 1973 riportava alcuni elementi del rito romano prima che fosse ufficialmente riconosciuto quindici anni dopo. Fu il risultato di molti anni di sforzi: i vescovi congolesi avevano iniziato già nel 1961 a pensare a nuove forme di liturgia più appropriate per l'Africa, che li portava chiaramente ad assumere un ruolo pionieristico. Il rito Ndzon-Melen praticato a Yaoundé andava anche oltre, essendo basato sul modello culturale della deliberazione africana ("Palaver") che prevede parola e pasto condivisi, invitati da chi ha un problema. I riti zairese e Ndzon Melen sono esempi del dinamismo liturgico dell'Africa subsahariana. Alcuni teologi arrivano al punto di utilizzare il cibo locale per la Cena del Signore, inserendosi perfettamente nella pratica di rappresentare le figure bibliche con la pelle nera.
Il 1º dicembre 2019 papa Francesco celebrò la messa per la prima domenica di Avvento nella basilica di San Pietro in Vaticano utilizzando questo rito per commemorare il 25º anniversario dell'istituzione della prima cappellania per la comunità cattolica congolese a Roma.
Esattamente un anno dopo, la Libreria Editrice Vaticano pubblicò in italiano il libro a cura di Rita Mboshu Kongo Papa Francesco e il “Messale Romano per le Diocesi dello Zaire” - Un rito promettente per altre culture.
Un'edizione dello stesso libro in versione francese fu presentata a Kinshasa l'8 aprile 2020, e a Roma il 20 giugno 2022.

## Particolarità
I fedeli stanno in piedi durante la processione d'ingresso, l'intronizzazione del Vangelo, il Credo, l'atto penitenziale e il rito della pace, la preghiera eucaristica fino all'inizio della distribuzione della comunione, la preghiera dopo la comunione, la benedizione e il congedo. Invece di stare in piedi durante la preghiera eucaristica possono mettersi in ginocchio dopo il Sanctus e alzarsi alla dossologia. Si siedono durante le letture (vangelo compreso), la processione dell'offertorio e durante la distribuzione della comunione. Tengono le mani sollevate durante le preghiere dette dal sacerdote e il momento di silenzio che le precedono, la dossologia della preghiera eucaristica e il Padre nostro.
Si invocano i santi compresi gli "antenati dal cuore retto" ("ancêtres au coeur droit") dopo l'invocazione dei "santi patriarchi e profeti", dei "santi apostoli e evangelisti" e di "tutti i santi del cielo".
L'atto penitenziale viene eseguito dopo l'omelia e la recita del Credo. Si ritiene infatti che solo dopo aver ascoltato le Scritture la congregazione sia in grado di chiedere perdono.
Lo scambio della pace segue immediatamente questo atto, poiché i vangeli sottolineano la necessità della riconciliazione con il prossimo prima di offrire il proprio dono all'altare (cioè la liturgia eucaristica). In altre forme del rito romano, lo scambio della pace si fa durante questa liturgia, dopo la transustanziazione delle specie.
Il Messale Romano per le diocesi dello Zaire insiste sulla partecipazione attiva dell'assemblea, anche attraverso gesti e movimenti che esprimono la partecipazione di tutto il corpo alla preghiera, come è normale nelle celebrazioni liturgiche in molti paesi africani, e sono chiamati nel Messale stesso in francese danse (danza), da non confondere però con quello che nella cultura europea si chiama "ballare", come ricorda il cardinale Joseph Ratzinger, futuro papa Benedetto XVI.
I sacerdoti che celebrano la messa secondo il Messale Romano per le diocesi dello Zaire indossano paramenti tradizionali africani.

## Ordinamento generale
La rivista Notitiae della Congregazione per il Culto Divino fornisce ampi riassunti degli articoli dell'Ordinamento generale della liturgia della messa per le diocesi dello Zaire.
Riti di introduzione
1. Ingresso del clero e di tutti quelli che esercitano un ministero nella messa, che tengono nelle mani il lezionario o, opportunamente, un altro strumento del suo ministero
2. Venerazione dell'altare, saluto ai fedeli e introduzione alla liturgia del giorno
3. Messa nella presenza di Dio e invocazione dei santi, compresi gli antenati dal cuore retto, come da secoli si invocano a Roma "Abele il giusto" e "Abramo, nostro padre nella fede"
4. Gloria, se previsto dalle rubriche, o un altro canto che magnifica Dio, durante il quale il sacerdote o il diacono può incensare l'altare eventualmente unendosi ai gesti ritmici con i quali l'assemblea esegue il canto
5. Preghiera di apertura

Liturgia della parola
1. Letture bibliche: chi ne proclama una chiede precedentemente la benedizione del sacerdote
2. Il popolo risponde alla proclamazione della parola di Dio con un'acclamazione
3. Prima di leggere il Vangelo, il diacono o il sacerdote prende l'Evangeliario dall'altare e, accompagnato dai ceroferari e preceduto dall'annunciatore, lo mostra ai fedeli, che l'acclamano con l'Alleluia o un altro canto
4. L'omelia si conclude con una formula (come "Chi ha orecchi") e un'acclamazione di accettazione da parte dei fedeli (come "intenda") 11,15[20])
5. Professione di fede
6. Atto penitenziale, eventualmente con aspersione della congregazione con l’acquasanta)
7. Scambio della pace con un rito che può avere diverse forme secondo le regioni
8. Preghiera dei fedeli, eventualmente con incenso che simbolizza le preghiere offerte

Liturgia eucaristica
1. Al canto dell'offertorio si fa la presentazione dei doni dei fedeli e il sacerdote mette sull'altare il pane e il vino della messa
2. L'annunciatore impone il silenzio prima della preghiera eucaristica, che prevede brevi acclamazioni
3. Padre nostro
4. Comunione e ringraziamento
5. Orazione dopo la Comunione

Riti di conclusione
1. Benedizione
2. Congedo
3. Processione di uscita

## Partecipazione dei laici
L'adattamento del Messale romano è stato creato con l'intento di incorporare meglio l'assemblea nella celebrazione della messa. Per fare questo, sono state aggiunte delle risposte, tra le quali una a conclusione dell'omelia e della preghiera eucaristica. Inoltre, l'assemblea è esplicitamente invitata ad alzare le mani durante la recita del Padre nostro, una delle relative pratiche variamente consentite o proibite da altre Conferenze episcopali.
A causa della consapevolezza delle manifestazioni culturalmente normative di rispetto e attenzione in Congo, l'assemblea durante la lettura del Vangelo rimane seduta. Un annunciatore richiama anche l'assemblea all'attenzione in alcuni punti della liturgia. Sono stati già menzionati i gesti ritmici chiamati "danza".

## Diffusione
Oltre al suo uso all'interno della Repubblica Democratica del Congo, la messa del Messale Romano per le diocesi dello Zaire si usa a volte altrove in Africa, così come in alcune parrocchie prevalentemente nere negli Stati Uniti d'America. Tali parrocchie includono la parrocchia del Naufragio di San Paolo a San Francisco (che implementa l'uso dello Zaire nella sua Messa con musica Gospel ogni domenica, così come nella sua messa per la comunità Igbo celebrata mensilmente), la parrocchia di San Columba a Oakland e la parrocchia di Santa Sabina a Chicago.

## Altre particolarità liturgiche
Il Concilio Vaticano II e il posteriore Codice di diritto canonico del 1983 affidano alle conferenze episcopali il regolamento, con la conferma da parte della Santa Sede, di diversi aspetti della liturgia. Uno di tali aspetti è il calendario liturgico.
Sotto la pressione del presidente zairese Mobutu Sese Seko, che mirava a rimuovere le influenze europee nell'ambito di riforme culturali più ampie, la conferenza episcopale congolese trasferì diverse feste alla domenica, scelta approvata dalla Santa Sede. Mobutu permise la celebrazione infrasettimanale unicamente del Natale.
Tra gli altri aspetti della liturgia menzionati dal cardinale Laurent Monsengwo Pasinya si trovano anche la professione religiosa, la musica sacra e l'arte religiosa.